# تاكيرو كيتازونو
تاكيرو كيتازونو (مواليد 21 أكتوبر 2002) هو لاعب جمباز فني ياباني ،فاز بخمس ميداليات ذهبية في أولمبياد الشباب 2018.

## روابط خارجية
- تاكيرو كيتازونو على موقع الاتحاد الدولي للجمباز (licence) (الإنجليزية)
- تاكيرو كيتازونو على موقع الاتحاد الدولي للجمباز (biography) (الإنجليزية)
- تاكيرو كيتازونو على موقع أوليمبيديا (الإنجليزية)